# ТЕС Сіно-Айрон
21°4′37″ пд. ш. 116°9′33″ сх. д. / 21.07694° пд. ш. 116.15917° сх. д.
ТЕС Сіно-Айрон — теплова електростанція на заході Австралії, споруджена для забезпечення потреб потужного гірничодобувного проекту Кейп-Престон.
У 2013—2014 році на майданчику станції ввели в дію три однотипні парогазові блоки комбінованого циклу потужністю по 146 МВт, в кожному з яких дві газові турбіни потужністю по 44 МВт живлять через відповідну кількість котлів-утилізатів одну парову турбіну з показником 58 МВт.
Крім того, станція має резервну газову турбіну потужністю 42 МВт, яка встановлена на роботу у відкритому циклі.
Як паливо використовують природний газ, що надходить по перемичці від трубопроводу Дампір – Банбері.
Для видалення продуктів згоряння кожна газова турбіна та кожен котел-утилізатор мають димар заввишки 30 метрів.
Видача продукції відбувається під напругою 33 кВ та 220 кВ.